# 1311 Knopfia
Az 1311 Knopfia (ideiglenes jelöléssel 1933 FF1) a Naprendszer kisbolygóövében található aszteroida. Karl Wilhelm Reinmuth fedezte fel 1933. március 24-én, Heidelbergben.